# اشتفی گراف
اشتفانی ماریا گراف (متولد ۱۴ ژوئن ۱۹۶۹ در مانهایم بادن-وورتمبرگ در آلمان غربی) تنیسور حرفه‌ای و بازنشسته از آلمان است که در گذشته در ردهٔ اول بهترین تنیسورهای جهان قرار داشت.

## رکوردها
- این رکوردها در اوپن ارا روی دادند.

| گرنداسلم         | سال ها      | رکورد                   | به همراه                                                  |
| آزاد فرانسه ۱۹۹۹ | ۱۹۸۷–۱۹۹۹   | قهرمانی در ۲۲ گرنداسلم  | به تنهایی                                                 |
| آزاد فرانسه      | ۱۹۸۷ و ۱۹۹۰ | ۱۳ فینال گرنداسلم پیاپی | به تنهایی                                                 |
| آزاد استرالیا    | ۱۹۸۸–۱۹۹۴   | ۴ پیروی در مجموع        | مارگارت کورت ایوان گولگانگ کالی مونیکا سلس سرنا ویلیامز   |
| آزاد استرالیا    | ۱۹۸۸–۱۹۹۰   | ۳ قهرمانی پیاپی         | مارگارت کورت ایوان گولگانگ کالی مونیکا سلس مارتینا هینگیس |
| آزاد فرانسه      | ۱۹۸۷–۱۹۹۹   | ۹ فینال در مجموع        | کریس اورت                                                 |
| آزاد فرانسه      | ۱۹۸۷–۱۹۹۰   | ۴ فینال پی‌درپی          | کریس اورت مارتینا ناوراتیلووا                             |